# Go Away White
Go Away White è il quinto album in studio del gruppo musicale Bauhaus, uscito a inizio marzo 2008. Non seguì nessun tour di supporto perché, la band successivamente si sciolse un'altra volta.

## Tracce
1. Too Much 21st Century – 3:53
2. Adrenalin – 5:39
3. Undone – 4:46
4. International Bullet Proof Talent – 4:02
5. Endless Summer of the Damned – 4:44
6. Saved – 6:27
7. Mirror Remains – 4:58
8. Black Stone Heart – 4:32
9. The Dog's a Vapour – 6:49
10. Zikir – 3:04

## Formazione
- Peter Murphy - voce, chitarra
- Daniel Ash - chitarra, voce
- David J - basso, voce
- Kevin Haskins - batteria